# Ейноске Итоо
Ейноске Итоо (на японски: 伊藤 永之介, Itō Einosuke) е японски литературен критик и писател на произведения в жанра драма, биография, исторически роман и детска литература.

## Биография и творчество
Ейноске Итоо е роден на 21 ноември 1903 г. в Акита, Япония. Има осем братя и сестри. Семейството открива сладкарница, а след като тя фалира, открива малък магазин за калиграфски материали. Заради провала на бизнеса той не може да продължи в гимназията и завършва допълнителен курс по калиграфия.
След като завършва работи като помощник в клон на Японската банка в Акита. Едновременно с работата си чете много западна и руска литература и започва да пише статии за списания. През 1920 г. напуска банката и става репортер към вестник „Shin-Akita Shimbun“.
През 1924 г. се премества в Токио. Първоначално работи като коректор във вестник „Ямато“. После започва да публикува критика в списание „Литературна ера“ на Ясунари Кавабата и в социалистическото списание „Bungei Sensen“ (Литературен фронт) основано от писателя Хирофуми Канеко, до прекратяването му през 1932 г. През 1928 г. дебютира в него с разказа си „見えない鉱山“ (Невидима мина), поради което началният период от творчеството му се счита за част от движението на пролетарската литература.
Първите му романи са посветени на селския живот в о-в Хокайдо и техни заглавия са имена на някое животно: „Бухалът“, „Враната“, „Лястовицата“, „Кравата“, „Конят“, „Славеят“. Те отразяват характерната за автора вяра в добротата на простичкия японски селянин.
По време на Тихоокеанската война семейството му е евакуирано в селските райони на префектура Акита, където освен да пише се занимава със земеделие. След войната заема активна роля в социалистическия писателски клуб.
Насочва се към популярната литература. Най-известното му произведение е „警察日記 Keisatsu nikki“ (Дневник на полицейския служител), в което разказва истории за живота на село от гледна точка на местен полицай. Книгата е екранизирана през 1955 г. в едноименния филм. През 1955 г. е издадено продължението на историята в книгата „新警察日記 Shinkeisatsu nikki“ (Нов дневник на полицейския служител).
Ейноске Итоо умира от инсулт на 26 юли 1959 г. в район Сибуя, Токио.

## Произведения
- 暴動 Bōdō (1930)
- 恐慌 Kyōkō (1930)
- 梟 Fukurō (1937)
- 鶯 Uguisu (1938)
“Славеят“ в „Японски разкази“, изд.: „Народна култура“, София (1973), прев. Любомир Иванов
- 鴉 Karasu (1938)
- 牛 Ushi (1939)
- 熊 Kuma (1939)
- 馬 Uma (1939)
- 作家の手帖 Sakka no techō (1939)
- 燕 Tsubame (1939)
- 雁 Gan (1939)
- 石川理紀之助 農村更生の慈父 Ishikawa Rikinosuke nōson kōsei no jufu (1939)
- 朝市Asaichi (1940)
- 都会と田舎Tokai to inaka (1941)
- 故郷の春 Furusato no haru (1941)
- 平田篤胤 Hirata Atsutane (1942)
- 医者のゐる村 Isha no iru son (1942)
- 鴨と鮒 Kamo to funa (1942)
- 路地の人々 Roji no hitobito (1942)
- 春の別れ Haru no wakare (1943)
- 秋田 Akita (1944)
- 美しい旅 Utsukushii tabi (1946)
- 二つの青春 Futatsu no seishun (1947)
- 故郷の歌 Furusato no uta (1947)
- 海の鬼 Umi no oni (1947)
- 山の神 Yama no kami (1948)
- 農民の幸福 Nōmin no kōfuku (1948)
- 警察日記 Keisatsu nikki (1952)
- 文学入門 Bungaku nyūmon (1953)
- なつかしい山河 Natuskashii sanka (1954)
- 刑務所志願 Keimusho shigan (1955)
- 新警察日記 Shinkeisatsu nikki (1955)
- 谷間の兄弟 Tanima no kyōdai (1955)
- 山桜 Yamazakura (1956)
- 駐在所日記 Chūzaisho nikki (1957)
- 南米航路 Nambei kōro (1957)
- 自然と人生についての四十話 Shizen to jinsei ni tsuite no shijū hanashi (1959)
- 消える湖 Kieru mizuumi (1959)
- 三太郎 Santarō (1959)
- 署長日記 Shochō nikki (1960)

### Екранизации
- 1938 Uguisu
- 1955 Keisatsu nikki
- 1955 Zoku keisatsu nikki